# Rohteichthys
Rohteichthys is een geslacht van straalvinnige vissen uit de familie van Cyprinidae (Eigenlijke karpers).

## Soort
- Rohteichthys microlepis (Bleeker, 1850)